# Alpen-Rispengras
Das Alpen-Rispengras (Poa alpina), in der Schweiz auch Romeie genannt, ist eine Pflanzenart aus der Gattung der Rispengräser (Poa) innerhalb der Familie der Süßgräser (Poaceae). Sie ist zirkumpolar in Eurasien und Nordamerika verbreitet.

## Beschreibung

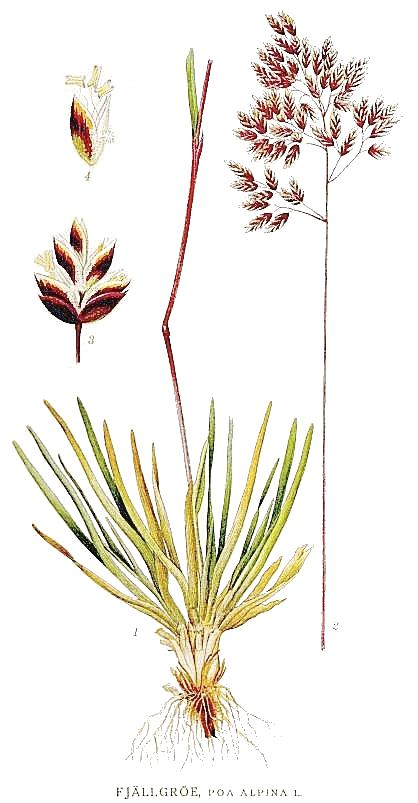
Illustration

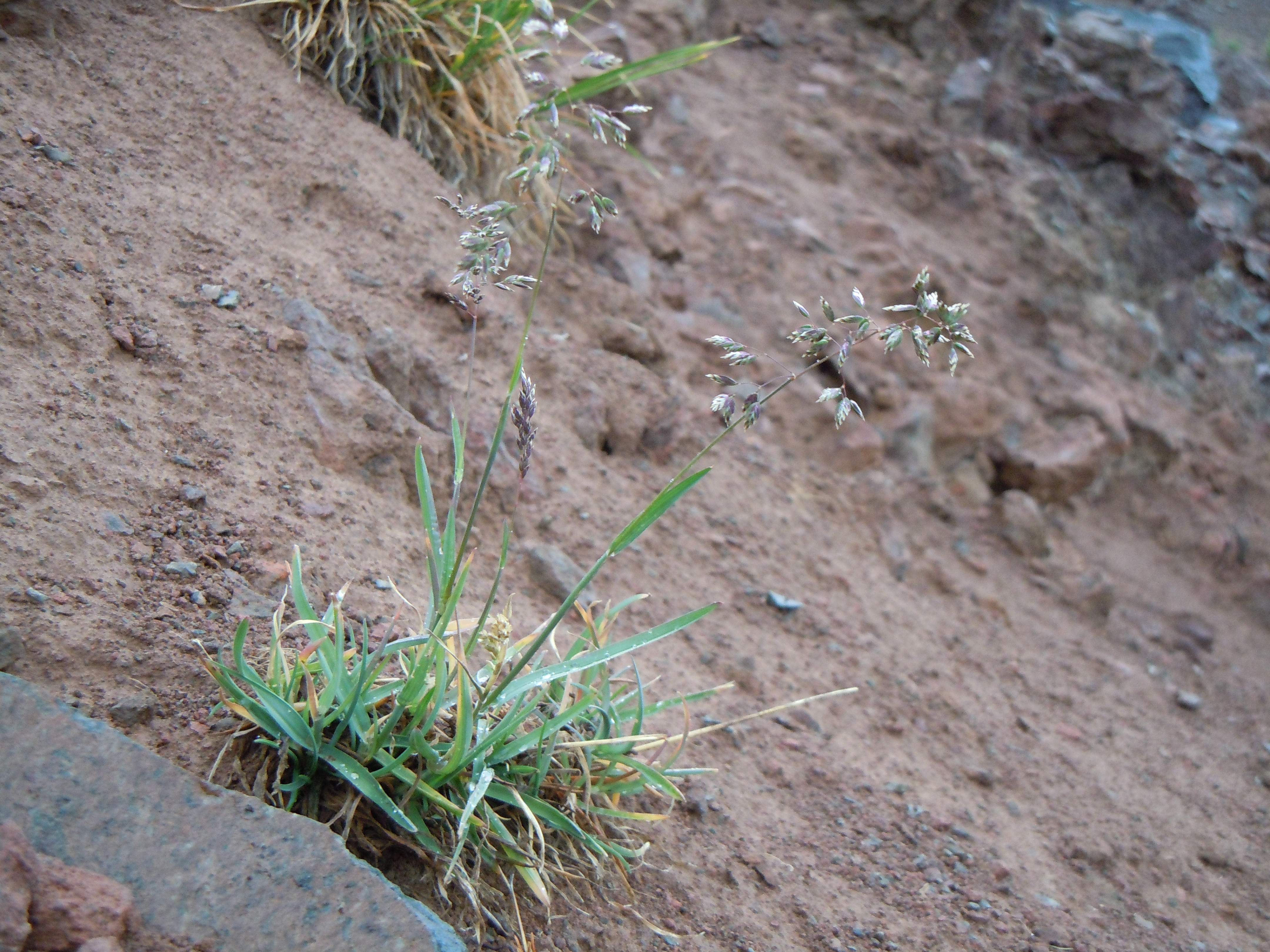
Habitus

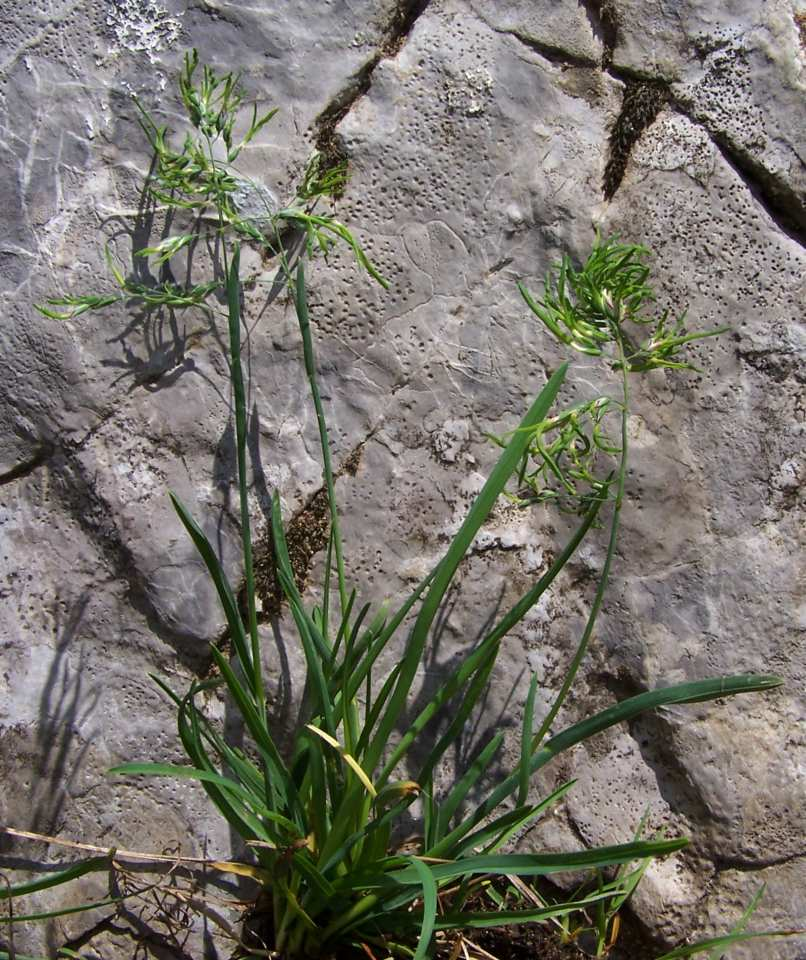
Alpen-Rispengras mit Ährchen, die zu Laubsprossen umgebildet sind

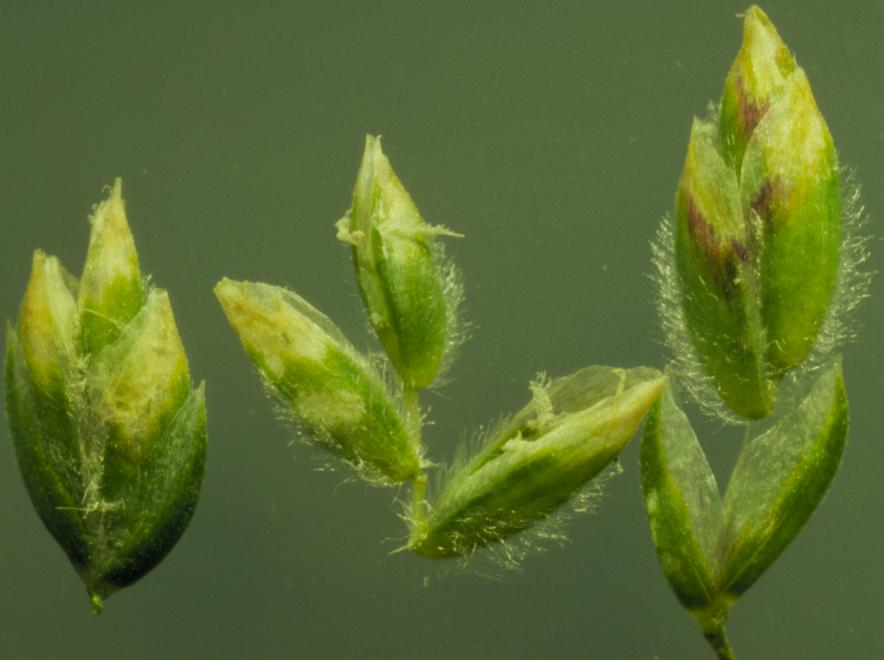
Ährchen im Detail

### Vegetative Merkmale
Das Alpen-Rispengras ist sehr formenreich. Es ist eine überwinternd grüne, ausdauernde krautige Pflanze. Es erreicht eine Wuchshöhe von 5 bis 40 Zentimetern. Die Halme sind aufrecht oder gekniet-aufsteigend, ihre Oberfläche glatt und kahl. Die Halme besitzen zwei bis vier Knoten, die ebenfalls kahl sind. Die Blattscheiden am Grund der Halme und der Erneuerungssprosse sind dicht gestellt, bleiben lange erhalten und bilden schließlich eine walzenförmige Tunika.
Die Laubblätter sind grün bis graugrün und besitzen nur einen sehr schmalen hellen Knorpelrand. Sie sind flach, 3 bis 12 Zentimeter lang und 2 bis 5 Millimeter breit. Das Blatthäutchen der Grundblätter ist fehlend bis fast fehlend (dann gestutzt), das der Stängelblätter ist 3 bis 5 Millimeter lang und zerschlitzt, nicht spitz.

### Generative Merkmale
Die Blütezeit reicht von Juni bis August. Der rispige Blütenstand ist pyramidenförmig, 3 bis 7 Zentimeter lang und bis 3 Zentimeter breit; die unteren Äste stehen während der Anthese weit ab. Die Ährchen sind meist violett überlaufen. Die Ährchen sind meist zu Brutknospen umgebildet, diese Art ist pseudovivipar. Die Ährchen sind 5- bis 10-blütig, 4 bis 7 Millimeter lang und seitlich zusammengedrückt. Die untere Hüllspelze ist 2,5 bis 4 Millimeter lang, die obere 3 bis 4,5 Millimeter lang.
Die Deckspelzen sind fünfnervig, 3,5 bis 5 Millimeter lang, mit breiten weißlichen Rändern und auf dem Kiel und den äußeren Seitennerven lang und abstehend behaart. Die Vorspelzen sind zweinervig und 3,2 bis 4,7 Millimeter lang. Die Staubbeutel sind 1,5 bis 2,5 Millimeter lang.
Die Chromosomenzahl beträgt 2n = 14, 28, 30-34, 33-46-74 bis 74.

## Ökologie
Beim Alpen-Rispengras handelt es sich um einen Hemikryptophyten.
Die Hauptausbreitung erfolgt durch Bulbillen. Daneben erfolgt Schwerkraftausbreitung dadurch, dass sich nasse Halme herabneigen und sich die Brutpflänzchen bewurzeln. Auch Klebausbreitung der außen mit Klebzotten besetzten Spelzfrüchte ist möglich, daneben erfolgt noch Klettausbreitung durch Schafe und Windausbreitung als Schneeläufer.
Durch maßvolles Düngen mit verrottetem Mist kann das Alpen-Rispengras gefördert und durch häufiges Güllen verdrängt werden.
Das Alpen-Rispengras ist besonders wichtig als Pionierpflanze in Rauchschadensgebieten der kollinen und montanen Stufe. An rutschgefährdeten Hängen besiedelt es die offenen Flächen und verankert die Horste mit seinen zähen Wurzeln. Es ist darin durch keine andere Art zu ersetzen.

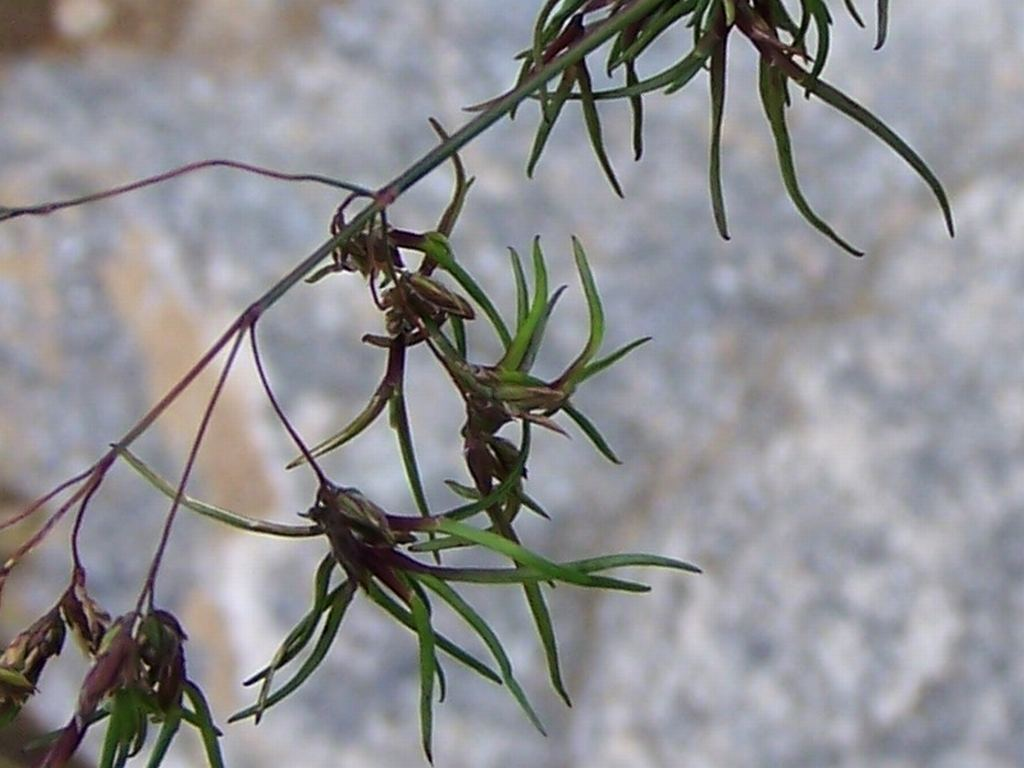
Brutknospen

## Vorkommen
Das Alpen-Rispengras ist arktisch-alpin zirkumpolar verbreitet und kommt in den gemäßigten Zonen der Nordhalbkugel vor. Südwärts kommt es in Nordamerika bis zum mexikanischen Bundesstaat Veracruz vor, in Nordafrika bis Marokko. Die Hauptverbreitung liegt in der subalpinen und alpinen Höhenstufe. Es kommt in Europa in fast allen Ländern vor; es fehlt nur in Portugal, Belgien, den Niederlanden, Ungarn, Montenegro, Nordmazedonien, Moldau, dem europäischen Teil der Türkei, Litauen und Lettland; in Serbien ist die Ursprünglichkeit zweifelhaft.
In den Allgäuer Alpen steigt es am Gipfel des Biberkopfs bis in eine Höhenlage von 2600 Meter auf. Im Kanton Wallis erreicht es am Rimpfischhorn 4199 Meter; in Marokko steigt es bis 3650 Meter, in Utah bis 3960 Meter und in Colorado bis 4000 Meter auf. In den Niederungen tritt es hauptsächlich nur als Schwemmling auf. In Graubünden kommt es am Rhein bei Haldenstein bei 560 Meter, bei Maienfeld bei 525 Meter Meereshöhe vor.
In Deutschland reicht die Verbreitung von den Alpen bis ins Bodenseegebiet, bis Landsberg und Augsburg. In Österreich ist es häufig und fehlt nur in Wien und im Burgenland.
Das Alpen-Rispengras wächst vor allem auf Fettweiden und Fettwiesen, auch in Lägerfluren und nährstoffreichen Schneeboden-Gesellschaften (Schneetälchen). Es wächst auf frischen, nährstoff- und basenreichen, humosen Lehm- und Tonböden. Es ist eine Verbandscharakterart des Poion alpinae, kommt aber auch in Gesellschaften der Verbände Rumicion alpini oder Polygono-Trisetion vor.
Die ökologischen Zeigerwerte nach Landolt & al. 2010 sind in der Schweiz: Feuchtezahl F = 3+ (feucht), Lichtzahl L = 4 (hell), Reaktionszahl R = 3 (schwach sauer bis neutral), Temperaturzahl T = 1+ (unter-alpin, supra-subalpin und ober-subalpin), Nährstoffzahl N = 4 (nährstoffreich), Kontinentalitätszahl K = 3 (subozeanisch bis subkontinental).

## Taxonomie und Systematik
Das Alpen-Rispengras wurde 1753 von Carl von Linné in Species Plantarum Tomus I, S. 67 als Poa alpina erstbeschrieben. Synonyme von Poa alpina  L. sind u. a.: Poa alpina var. vivipara L., Poa alpina subsp. vivipara (L.) Arcang., Poa vivipara (L.) Willd., Poa pratensis var. alpina (L.) Huds.
Man kann mehrere Unterarten unterscheiden:
- Poa alpina L. subsp. alpina
- Poa alpina subsp. atlantica (Trab.) Romo: Sie kommt in  Marokko vor.[7]
- Poa alpina subsp. brevifolia Gaudin: Sie kommt in Spanien vor.[7]
- Poa alpina subsp. stenobotrya Maire: Sie kommt in Marokko vor.[7]

## Verwendung
Das Alpen-Rispengras ist ein gutes Futtergras. Seltener wird es als Zierpflanze in Steingärten kultiviert.